# Plyometrie

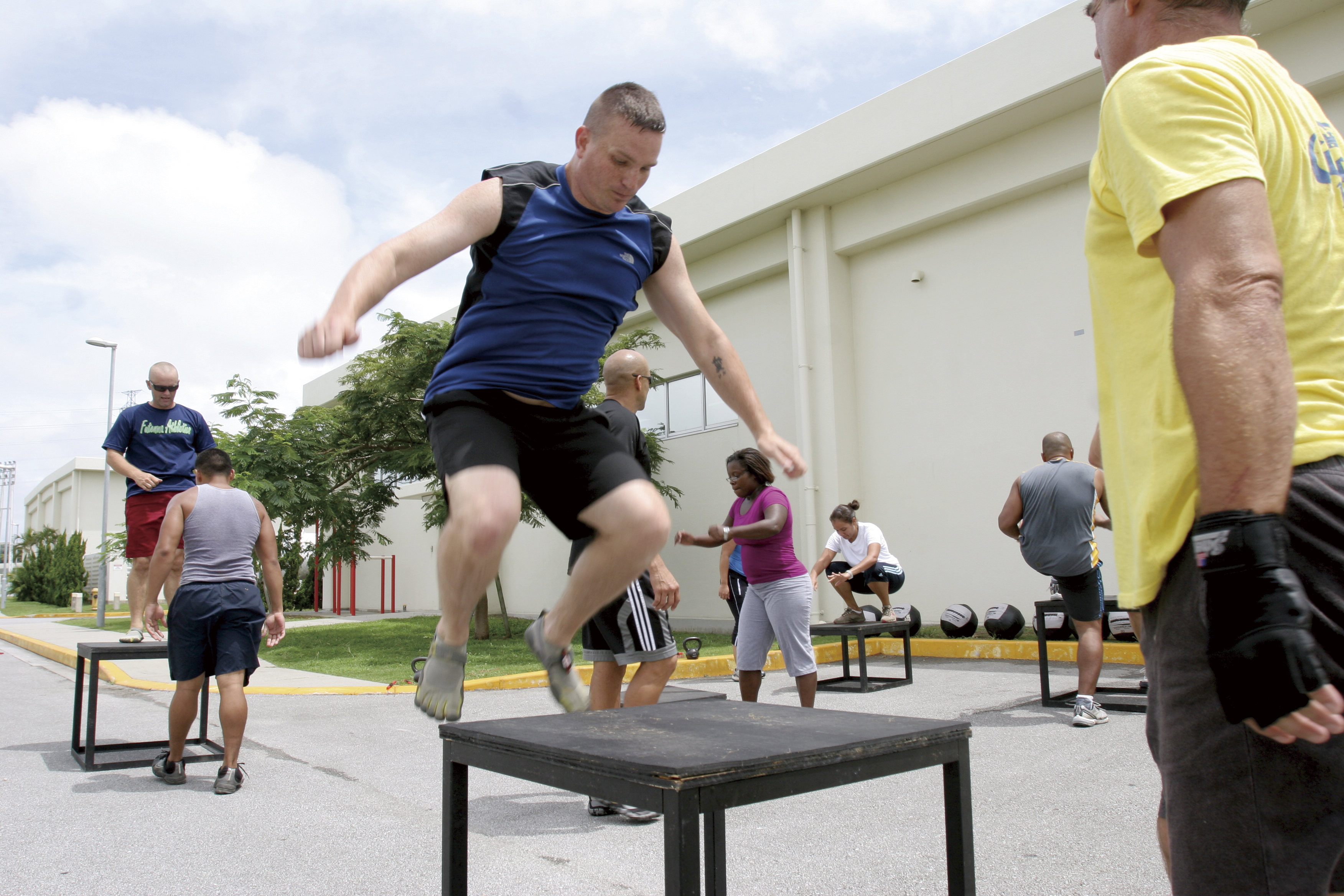
Cvičenec provádí plyometrii

Plyometrie, řidčeji skákačka, je sada cvičení, ve které svaly vyvíjejí maximální sílu v krátkých časových intervalech s cílem zvýšení výkonu, především rychlosti a síly. Tyto cviky cílí na svalová prodloužení a kontrakce v rychlém sledu, např. při opakovaném skákání. Plyometrie je populární mezi sportovci, cvičenci bojových umění, sprintery, v komerční fitness oblasti je užívána v mnohem menší míře.